# Geografia Republiki Środkowoafrykańskiej

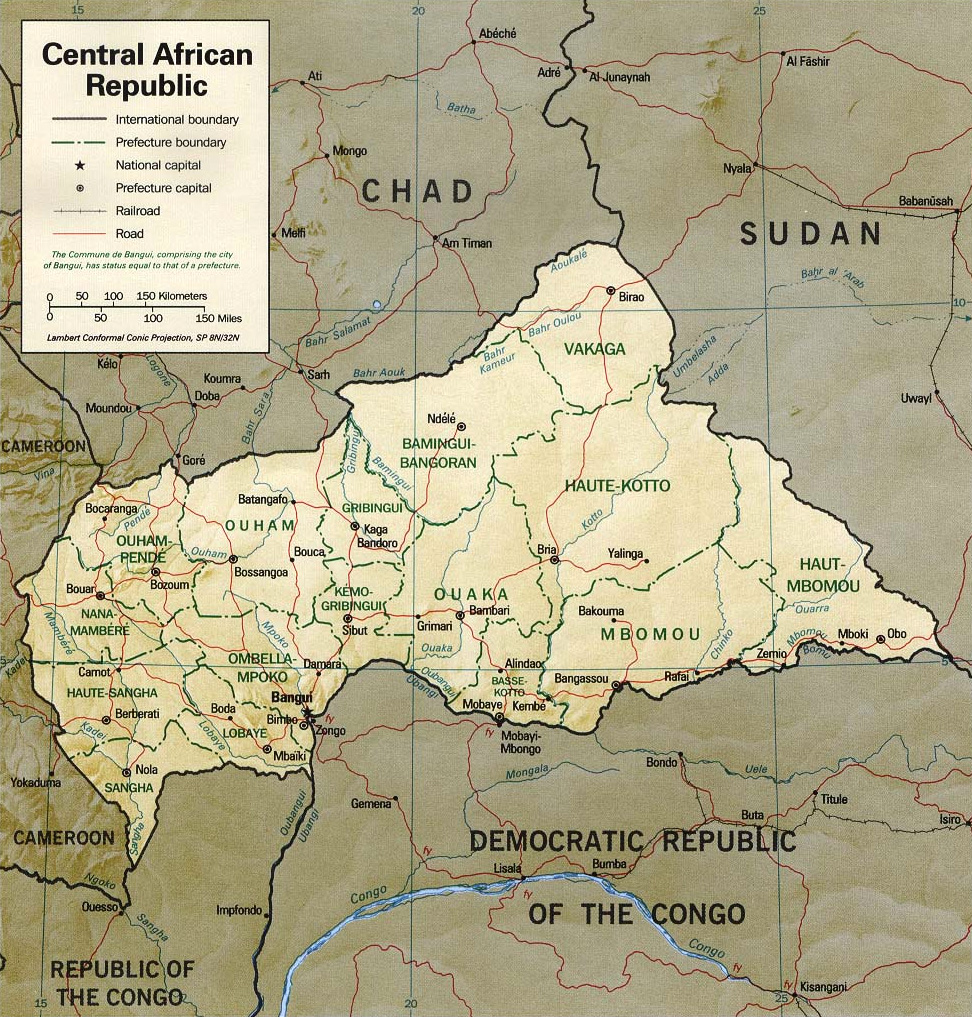
Mapa Republiki Środkowoafrykańskiej

Republika Środkowoafrykańska to średniej wielkości państwo położone w centralnej części kontynentu afrykańskiego. Kraj pierwotnie był zamieszkiwany przez Pigmejów, a w późniejszym okresie migrowały do niego różne afrykańskie ludy, takie jak np. lud Banda, uciekający przez arabskimi handlarzami niewolników. Od schyłku XIX w. ziemie obecnej Republiki Środkowoafrykańskiej były podbijane przez ekspedycje francuskie. W XX wieku kraj był kolonią francuską (wchodził w skład Francuskiej Afryki Równikowej), a w 1960 roku odzyskał niepodległość.

## Powierzchnia i granice
Powierzchnia – 622 984 km² – państwo mniej więcej dwukrotnie większe od Polski.
Skrajne punkty – północny 11°00'N, południowy 2°20'N, zachodni 14°30'E, wschodni 27°30'E. Rozciągłość południkowa wynosi 925 km, a równoleżnikowa 1425 km. Średnia szerokość państwa wynosi 450 km.
Republika Środkowoafrykańska graniczy z następującymi państwami:

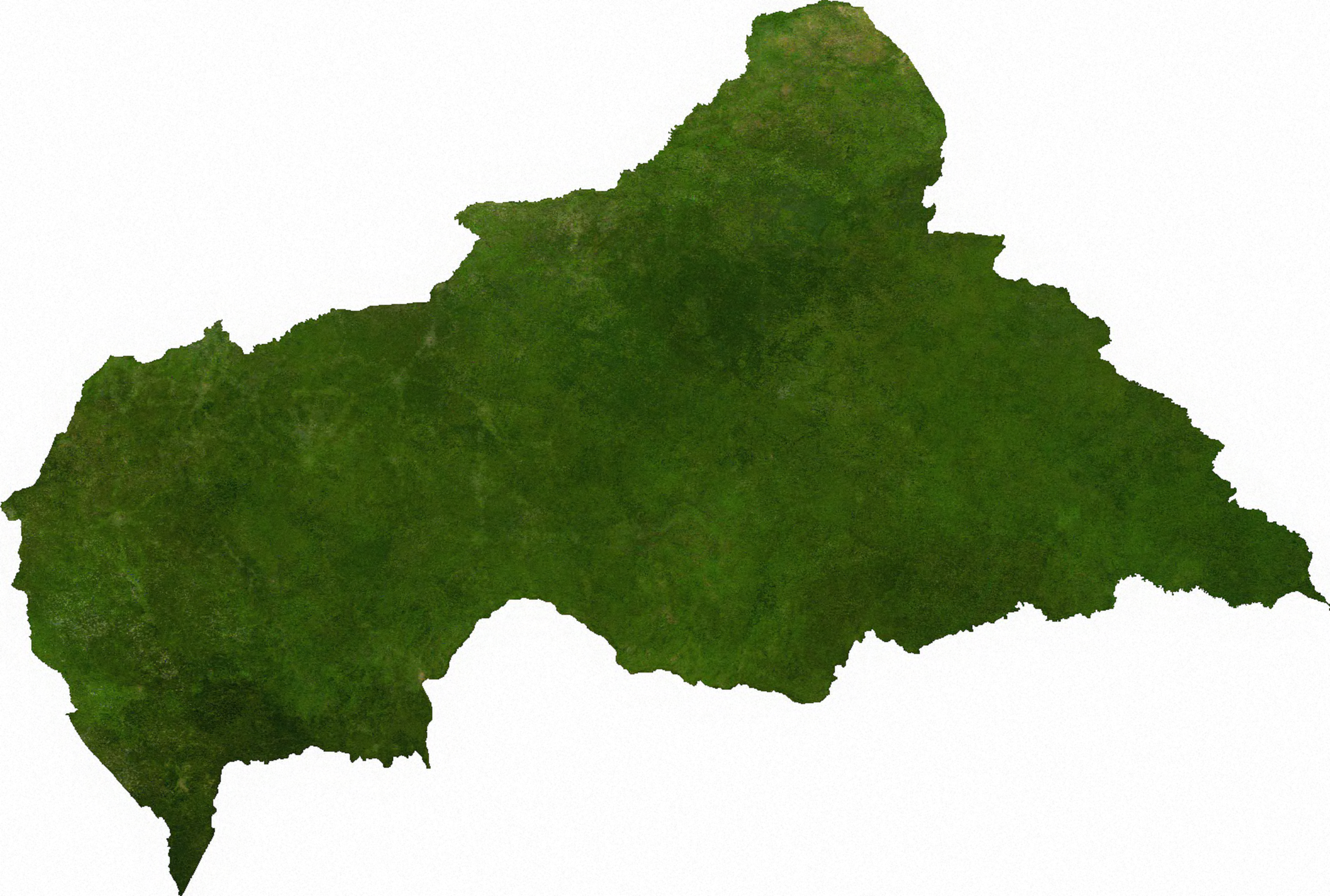
Mapa satelitarna kraju

- Czad – 1197 km
- Kamerun 797 km
- Kongo – 467 km
- Sudan  – 483 km
- Demokratyczna Republika Konga – 1577 km
- Sudan Południowy - 682 km

Republika Środkowoafrykańska jest krajem śródlądowym. Zachodnie granice państwa przebiegają w odległości 570 km od Zatoki Gwnejskiej.

## Budowa geologiczna i rzeźba
Republika Środkowoafrykańska leży na prekambryjskiej platformie krystalicznej zbudowanej z gnejsów, granitów i łupków. Większą część kraju zajmuje płaskowyż Azande, który jest zarazem progiem oddzielającym Kotlinę Konga i Kotlinę Czadu.
Kraj jest wyżynny, średnia wysokość wynosi 600 m n.p.m. Główna część obszarów wyżynnych, czyli płaskowyż Azande wznosi się na wysokość 600 do 900 m n.p.m. Obszar płaskowyżu przechodzi w masywy górskie na północnym wschodzie. Masyw Bongo ma 1400 m n.p.m. Na zachodzie kraju wznosi się inny masyw – Yadé o maksymalnej wysokości 1420 m n.p.m. Obszar wyżynny obniża się stopniowo ku północy i przechodzi w Kotlinę Czadu, gdzie teren jest płaski i częściowo zabagniony. Obszary należące do południowej części Kotliny Czadu leżą na wysokości 200–300 m n.p.m. Na południu wyżyny przechodzą w Kotlinę Kongo.

## Klimat
Z racji położenia geograficznego w kraju wyróżnia się dwa typy klimatów: równikowy wilgotny na południu, który swym zasięgiem obejmuje północną część Kotliny Konga oraz stolicę kraju. Klimat podrównikowy zajmujący część środkową i północną.
Na samym południu kraju, gdzie panuje klimat równikowy, sumy opadów są wysokie i wynoszą od 1500 mm do 1700 mm rocznie. Temperatury zaś mają typowo równikowy przebieg, czyli niskie amplitudy i wartości powyżej 22 °C. Do charakterystycznych zjawisk pogodowych należą deszcze zenitalne i częste burze do 150 dni w roku.

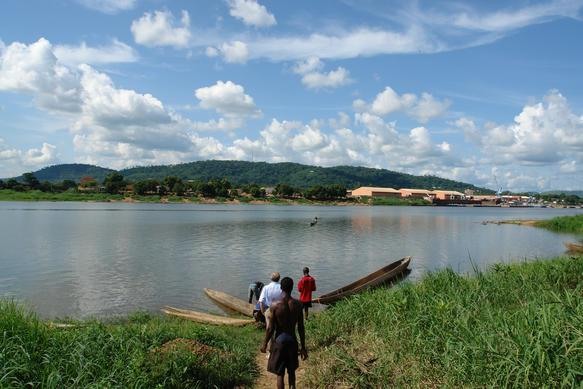
Rzeka Ubangi

Klimat zmienia się w kierunku północnym. Strefa podrównikowa najpierw jest wilgotna i różni się od równikowej nieco mniejszymi opadami; a dalej na północ klimat staje się bardziej suchy. Opady w środkowej części kraju wynoszą średnio od 1000 do 1500 mm rocznie i występuje pora sucha trwająca około czterech miesięcy. Północna część kraju jest sucha, opady nie przekraczają 1000 mm rocznie, a pora sucha trwa co najmniej sześć miesięcy. Na samych krańcach północnych (styk granic Czadu i Sudanu) okres bezdeszczowy trwa osiem miesięcy, a opady wynoszą średnio rocznie 700 mm. Temperatury nie odbiegają w zasadzie od tych równikowych. Jedyna różnica to większe amplitudy. Średnie wahania dla klimaty podrównikowego suchego to od 22 do 29 °C. Krańce północne przy granicy z Sudanem cechują się kilkumiesięcznymi upałami powyżej 30 °C.

## Wody
Sieć rzeczna jest w kraju dobrze rozwinięta, dotyczy to także uboższych w opady regionów północnych. Płaskowyż Azande stanowi dział wodny pomiędzy dorzeczem Konga a zlewiskiem jeziora Czad. Rzeki należące do zlewiska Konga to: Ubangi i wpadająca do niej Kotto oraz Lobaye w południowo-zachodniej części kraju, która wpada do Ubangi na styku granic Republiki Konga, Demokratycznej Republiki Konga i Republiki Środkowoafrykańskiej. Ponieważ Ubangi uchodzi do rzeki Kongo, cała południowa, środkowa i wschodnia część kraju należy do zlewiska Oceanu Atlantyckiego.
Rzeki, które należą do zlewiska jeziora Czad to: Ouham, Bamingui i Bahr Aouk. Obszar zlewiska jeziora Czad, znajduje się w północnej i północno-zachodniej części kraju. Wszystkie rzeki Republiki Środkowoafrykańskiej są rzekami stałymi, ponieważ ich źródła leżą na terenach o dużych opadach. Pewien wyjątek może stanowić Bahr Aouk, która cechuje się bardzo zmiennymi stanami wód, i w porze suchej jej koryto może być suche. Jej źródła znajdują się na styku granic Sudanu z Republiką Środkowoafrykańską i wypływają z obszarów leżących na wysokości 1000 m n.p.m.

## Gleby
Pokrywa glebowa jest bardzo zróżnicowana i ma strefowy układ, który wyznacza klimat. Południe kraju reprezentują w głównej mierze czerwonożółte gleby ferralitawe. Rejony w środkowym pasie kraju są pokryte czerwonymi, laterytowymi glebami ferruginowymi. Północne rejony kraju, gdzie opady są niskie, występują wertisole. W obrębie rzek można spotkać gleby aluwialne.

## Flora
Układ roślinności ma ściśle równoleżnikowy charakter, którego wyznacznikiem są opady i okresy ich występowania. To też na obszarach południowych, gdzie opady są duże, roślinność jest gęsta i bogata gatunkowo. Północ kraju przeciwieństwem południa, gdzie szata roślinna jest skąpa.
Na południu, w rejonie rzeki Ubangi i w dolnym biegu Kotto i Lobaye rosną wiecznie zielone lasy tropikalne. W lasach tych charakterystycznym elementem są liany, porośla i wysokie drzewa jak eukaliptusy i hebanowce. Obecnie lasy te są mocno zdegradowane przez rabunkową działalność człowieka, jaką jest wyrąb drzew. Nad rzekami rosną lasy galeriowe. Dalej na północny rosną wilgotne sawanny, które mieszają się ze strefami leśnymi. Powszechnym typem sawanny jest sawanna drzewiasta. Północ kraju reprezentuje formacja sawanny sudańskiej, która jest bardziej skąpa pod względem drzewostanu. Tereny te miejscami porastają akacje i baobaby. Trawy jakie tam rosną są niższe niż te, które rosną w wilgotniejszej strefie. W porze suchej trawy wysychają i żółkną, a niektóre gatunki drzew tracą liście w porze suchej.

## Fauna
Zwierzyniec Republiki Środkowoafrykańskiej jest bogaty i reprezentuje go wiele różnych gatunków. Na sawannach żyją stada słoni, bawołów, a poza nimi – nosorożce białe i czarne. Głównymi drapieżnikami są lwy i lamparty, a z mniejszych: hieny i szakale. Na wszystkich sawannach kraju występują żyrafy i różne gatunki małp, gdzie te ostatnie są powszechne w lasach tropikalnych. Nad rzekami bytują hipopotamy i krokodyle.
Świat ptaków także jest bogaty i reprezentuje go wiele rodzimych jak i migrujących gatunków. Poza znanymi flamingami, występują czaple, ibisy, a także bociany, zarówno te rodzime jak i gatunki spędzające okres wiosenno-letni w Europie. Najwięcej gatunków ptaków żyje w lasach tropikalnych, gdzie wiele z nich cechuje się kolorowym upierzeniem.
Obszary chronione zajmują prawie 10% powierzchni kraju, co stanowi znaczny odsetek w porównaniu z innymi krajami Afryki. Do głównych obszarów chronionych należą trzy parki narodowe: Park Narodowy Bamingui-Bangoran, Park Narodowy Manovo-Gounda St. Floris i Park Narodowy Andre-Felix.